# Мартынов, Иван Михайлович
Ива́н Миха́йлович Марты́нов (тж. фр. Jean Martinof, лат. Joannes Martinov, 1821—1894) — русский католический деятель, археолог. Член ордена иезуитов.
Родился 7 октября 1821 года в Казани. Окончил с золотой медалью Санкт-Петербургский императорский университет. Затем предпринял путешествие по Европе, где встретился с иезуитом о. Ксавье де Равиньяном, беседы с которым убедили его в необходимости принятия католичества. По примеру своего товарища кн. Ивана Гагарина подал 18 сентября 1845 года прошение о принятии в новициат ордена иезуитов. Далее прошёл курс философии в Бельгии (Брюжлет, 1847—1848), курс богословия — во Франции (Лаваль, 1848—1852). Рукоположён в сан священника 20 сентября 1851 года. Далее изучал патрологию в Париже (1852—1853), где также прошёл заключительный год иезуитской формации (так называемый «третий год», 1853—1854). В 1854 году вместе с другими русскими иезуитами, о. кн. Гагариным и о. Джунковским, был заочно осуждён российскими властями за «самовольное пребывание и вступление в монахи иезуитского ордена», что лишило его всех сословных и имущественных прав и закрыло ему путь на родину.
Жил во Франции, занимался религиозной публицистикой и археологией (преимущественно русской); помещал много статей во французских изданиях, вёл в них хронику русской научной и литературной жизни под заглавием «Courrier Russe». Труды: «Les manuscrits slaves de la Bibliothèque Impériale de Paris, avec un calque» (Париж, 1858); «Annus ecclesiasticus Graeco-Slavicus» (1863). Участвовал в основании в Париже Кирилло-Мефодиевского общества и издавал «Кирилло-мефодиевский сборник» (том I, 1863; том II, 1867, Лейпциг и Петербург). Переиздал ряд трудов Мелетия Смотрицкого (Apologia peregrinatiey do Kraiow wschodnych — Лейпциг, 1863; Saulus et Paulus Ruthenae unionis, sanguine b. Josaphat transformatus sive Meletius Smotriscius per Jacobum Suszam (о св. Иосафате Кунцевиче) — Брюссель, 1864). Основатель «Славянской библиотеки».
В 1870 году участвовал в качестве приглашённого эксперта-богослова в Первом Ватиканском соборе. В 1883 году назначен консультантом Конгрегации распространения веры по восточным делам.
Скончался в 1894 году в Каннах.

## Труды
- Les manuscrits slaves de la Bibliothèque Impériale de Paris, Paris, 1858.
- Annus ecclesiasticus graeco-slavicus, Bruxelles, 1863.
- Cursus vitae et certamen martyrii B. Josaphat Kuncevicii, Paris, 1865.